# Era meglio Berlusconi
Era meglio Berlusconi è il terzo singolo estratto dal decimo album in studio del cantautore italiano Povia Nuovo Contrordine Mondiale, pubblicato nel 2016. È un brano scritto contro l'allora presidente del Consiglio dei Ministri italiano Matteo Renzi in preferenza di Silvio Berlusconi.